# 공조 (영화)
《공조》는 2017년에 개봉한 대한민국의 영화이다.

## 줄거리
특수부대 출신 형사 림철령은 작전수행 도중 지원을 기다리자는 동료들의 말도 무시하고 독단적으로 일을 벌였다가 눈앞에서 동료들과 아내 화령까지 잃는 비극을 겪는다. 이후 아내를 총으로 쏜 차기성을 잡겠다는 일념 하나로 삼팔선 너머 대한민국 서울까지 날아오게 된다.
아이폰 사달라고 조르는 딸, 100만원을 똥개이름처럼 부르는 처제, 맞고 다니지 말라고 구박만 하는 아내까지. 여자만 셋인 집에서 하루도 조용할 날이 없는 생계형 형사 강진태는 어느날, 딸이랑 전화통화를 하느라 범인을 놓치는 어처구니없는 사고를 쳤고 3개월 정직을 먹게된다. 이후 표반장으로부터 뜻밖의 제안을 받는데 바로 북한에서 내려온 형사(림철령)을 24시간 밀착감시하는 것. 진태는 빨갱이 치다꺼리는 죽어도 못한다며 반발했지만 제안을 거절하면 석달동안 집에서 놀아야 했기에 울며 겨자먹기로 제안을 받아들였고 이렇게 철령과 진태는 공조라는 이름하에 동행을 하기 시작한다.
하지만 철령은 세상만사 여유로워보이는 진태를 관광안내원같다며 무시하기 일쑤였고 틈만나면 그를 버려두고 독단적으로 행동했다. 그러다 낮에 도심에서 차사고까지 내자 스트레스가 폭발한 진태는 아예 그를 집으로 데려오게 됐다. 처음에는 생판 모르는 사람의 집에서 지내는걸 매우 어색해하던 철령이었지만 그를 친가족처럼 살갑게 챙겨주는 진태의 가족들을 보며 잠시나마 진태를 사뭇 다르게 대했고 처음엔 철령을 철천지 웬수처럼 대하던 진태 또한 그와 부대끼는 시간이 늘어날수록 남자로써의 정이 피어올랐고 나중에는 공조관계를 떠나 친동생처럼 챙겨주기 시작한다.

## 등장 인물
(†) 표시는 영화 상에서 사망한 인물이다.

### 주요 인물
- 현빈: 림철령 역 - 본작의 주인공. 특수부대 북한형사.
- 유해진: 강진태 역 - 본작의 주인공. 생계형 남한형사.
- 김주혁[1]: 차기성 역(†) - 본작의 메인 빌런이자 최종 보스. 북한 범죄 조직의 리더. 강진태와 싸우는 중에 림철령에 의해 총에 맞아 사망한다.

### 주변 인물

#### 강진태 일가
- 장영남: 박소연 역 - 강진태의 아내.
- 임윤아: 박민영 역
- 박민하: 강연아 역 - 강진태의 딸.

#### 차기성 일당 (궤멸)
- 공정환: 성강 역 - 본작의 서브-메인 빌런이자 중간 보스. 차기성의 오른팔. 림철령과 싸움에 의해 리타이어 당한다.
- 이동휘: 박명호 역(†) - 본작의 서브 빌런. 차기성의 왼팔. 성강에 의해 총에 맞아 사망한다.

#### 남한 국가기관
- 이해영: 표 반장 역
- 엄효섭: 윤 회장 역
- 이이경: 이동훈 역 - 서울지방경찰청 광역수사대 형사3팀 형사.
- 박형수: 국정원 간부 역

#### 북한 측 인물
- 전국환: 원형술 역

#### 장칠복 일당 (해체)
- 박진우: 장칠복 역 - 본작의 히든 보스. 남한의 조직폭력배 두목.

#### 기타 인물
- 신현빈: 화령 역(†) - 림철령의 아내.

### 그 외
- 김재철: 장 실장 역
- 신문성: 브로커 역
- 신동력: 전문가 역
- 정재성: 브리핑 간부 역
- 홍인: 똘마니 역
- 홍주형: 두식이 역
- 오의식: 이대팔 역
- 임훈열: 부대원 1 역
- 허승: 부대원 2 역
- 이민웅: 부대원 3 역
- 음문석: 부대원 4 역
- 성도현: 검열원 1 역
- 한동원: 검열원 2 역
- 신유철: 검열원 3 역
- 이도군: 검열원 4 역
- 윤동주: 검열원 5 역
- 송욱경: 역사검열원 역
- 김종태: 215 공장 경비대장 역
- 김준한: 국정원 요원 역
- 지해성: 215 공장 위병 1 역
- 조성현: 215 공장 위병 2 역
- 이재남: 215 공장 위병 3 역
- 김에녹: 형사들 1 역
- 김준형: 형사들 2 역
- 박민호: 형사들 3 역
- 임용순: 보안성 간부 1 역
- 유재상: 보안성 간부 2 역
- 송규옹: 북한 사절단 단장 역
- 정세영: 북한 사절단 부단장 역
- 백승희: 면세점 여직원 역
- 안치용: 노 검시원 역
- 서은지: 명동 중국녀 역
- 전상진: 택시기사 역
- 남윤호: 빌딩 프런트 남 역
- 엄지만: 국과수 검시원 역
- 최신득: 장칠복 덩치 역
- 김장원: 윤 회장 수하 1 역
- 정한빈: 윤 회장 수하 2 역
- 신경주: 용문당 중국인 1 역
- 여지훈: 용문당 중국인 2 역
- 김하늘: 뉴스앵커 여 역
- 박성균: 뉴스앵커 남 역
- 권새일: 북한 전문 기자 역
- 김경준: 전문가 보조 역

## 일본판 성우진
- 키리모토 타쿠야: 림철령(현빈)
- 오노 켄이치: 강진태(유해진)
- 나카무라 카즈마사: 차기성(김주혁)
- 키타무라 에리: 박민영(임윤아)
- 하야카와 히로시: 표강호(이해영)

## 이모저모
- 2016년 3월 10일 크랭크인을 했으며,[2][3][4] 2016년 7월 15일 4개월 간의 촬영을 마치고 서울에서 크랭크업했다.[5]
- 2016년 12월 16일 서울 강남구 CGV 압구정에서 배우 현빈, 유해진, 임윤아, 김주혁 등과 감독 김성훈이 참석한 가운데 제작보고회를 가졌다.[6]

## 수상
- 2017년 제53회 백상예술대상 영화부문 여자 인기상(윤아)
- 2017년 제21회 판타지아 국제영화제 최고액션영화상 수상[7]
- 2017년 한국소비자포럼 주최 올해의 브랜드대상 영화 부문 수상[8]
- 2017년 제1회 더 서울어워즈 영화부문 남우조연상(김주혁)
- 2017년 제1회 더 서울어워즈 인기상(윤아)
- 2018년 제12회 아시안 필름 어워드 넥스트 제너레이션상(윤아)
- 2018년 제13회 대한민국 대학영화제 연기상(윤아)

## 같이 보기
- 공조 2: 인터내셔날
- 공조 시리즈